# تداعی آزاد

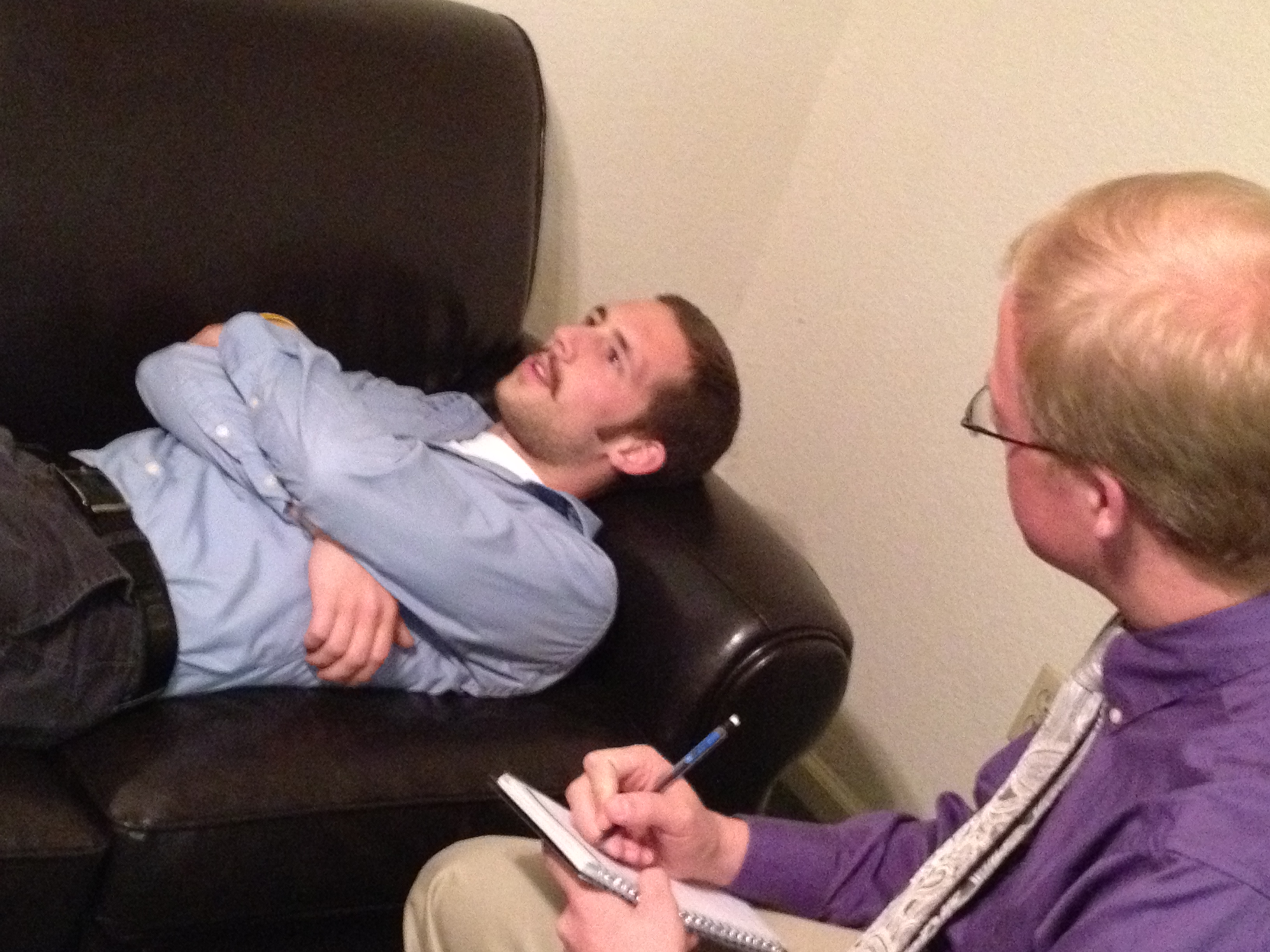
تفکر کردن

تداعی آزاد در روان‌کاوی به روشی گفته می‌شود که در آن بیمار هر آنچه را که به ذهنش خطور می‌کند، بیان می‌نماید. در واقع مبنای تداعی آزاد بر این اصل استوار است که فرد هر آنچه را که به ذهنش می‌رسد به زبان آورد. بیماران باید بدون نگرانی در بارهٔ دردناک، خجالت‌آور یا غیر منطقی بودن افکارشان حرف بزنند. به افکار اجازه داده می‌شود تا آزادانه از موضوعی به موضوع دیگر بروند. بدون آنکه خود - سانسوری داشته باشند. هدف از تداعی آزاد، کاهش مقاومت‌های دفاعی است به‌طوری‌که افکار و احساس‌های نا هشیار بتوانند ظاهر شوند. هدف از روانکاوی این است که تعارض‌ها (احساسات و انگیزه‌های واپس رانده شده) وارد هشیاری شوند تا به شیوهٔ منطقی تر و واقع بینانه تر بتوان با آن‌ها برخورد کرد. تداعی آزاد کار آسانی نیست. در گفتگو، انسان‌ها معمولاً تلاش می‌کنند تا رشتهٔ کلام را از دست ندهند و افکار نا مرتبط را بیان نکنند. با تمرین، تداعی آزاد آسان‌تر می‌شود؛ اما افرادی که حتی از روی اراده (یا هشیارانه) سعی می‌کنند افکار خود را آزاد بگذارند، گاهی متوجه می‌شوند که خودشان سد شده‌اند و نمی‌توانند جزئیات یک رویداد را به خاطر بیاورند، یا نمی‌توانند بعضی افکار خود را کامل کنند. فروید عقیده داشت که علت سد شدن (بلوکینگ) یا مقاومت این است که کنترل ناهشیار بر موضوعات حساس فعال می‌شود و هم چنین این‌ها دقیقاً همان موضوعاتی هستند که باید مورد کندوکاو قرار گیرند.